# Лидс Сити
Футбольный клуб «Лидс Си́ти» (англ. Leeds City Football Club) был основан в 1904 году в Лидсе, Англия. Был профессиональным футбольным клубом. В 1919 году был расформирован по финансовым причинам, после чего был образован новый клуб «Лидс Юнайтед».

## История
«Лидс Сити» был основан в 1904 году на собрании спортивных активистов Лидса в отеле «Гриффин» с целью создания профессиональной футбольной команды в Западном Йоркшире, где самым популярным спортом на тот момент был регби. В качестве своей эмблемы «Лидс Сити» взял герб города Лидс. Клубными цветами стали синий, жёлтый и белый. В первый сезон после образования резервисты «Лидс Сити» играли в лиге Уэст-Йоркшира, а «первая команда» проводила товарищеские матчи с клубами из Футбольной лиги. Уже в 1905 году клуб был приглашён в Футбольную лигу и был избран в её Второй дивизион. Первым секретарём клуба (так на тот момент именовалась роль, примерно соответствующая роли «главного тренера») был Гилберт Гиллис (англ. Gilbert Gillies), руководивший командой с 1904 по 1908 год. С 1908 по 1912 год секретарём клуба был Фрэнк Скотт-Уолфорд. В 1912 году «Лидс Сити» назначил своим секретарём Герберта Чепмена, под руководством которого клуб занял самое высокое место в лиге (4-е во Втором дивизионе).
За всю свою недолгую историю «Лидс Сити» так и не смог выйти из Второго дивизиона в Первый. Во время войны руководство клуба осуществляло выплаты «гостевым игрокам», выступавшим за команду в военных турнирах, что было запрещено Футбольной ассоциацией. Эта практика де-факто была широко распространённой, но де-юре была серьёзным нарушением, и когда после войны некоторые футболисты публично озвучили информации о выплатах со стороны «Лидс Сити», на клуб были наложены серьёзные штрафы. Руководство «Лидс Сити» отказалось сотрудничать с Футбольной ассоциацией в расследовании обвинений и не предоставило доступ к своим финансовым документам, после чего клуб был исключён из Футбольной лиги по ходу сезона 1919/20, уже сыграв восемь матчей.
Место «Лидс Сити» во Втором дивизионе занял клуб «Порт Вейл», унаследовавший все результаты матчей и очки «Лидса», набранные за восемь туров. «Лидс Сити» является единственным клубом, исключённым из Футбольной лиги по ходу сезона.
17 октября 1919 года в отеле «Метрополь» (Metropole Hotel) в Лидсе состоялся аукцион, на котором были проданы футболисты, а также имущество клуба. 16 футболистов «Лидс Сити» было куплено девятью разными клубами за общую сумму 9250 фунтов стерлингов.
Вскоре после распада «Лидс Сити» был образован новый клуб, «Лидс Юнайтед». Он вступил в Футбольную лигу в сезоне 1920/1921. Ни один из футболистов «Лидс Сити» не перешёл в «Лидс Юнайтед» напрямую, однако вингер Айван Шарп, забивший за «Сити» 17 голов в 65 матчах, провёл в «Юнайтед» два с половиной года с 1920 по 1923 год; правый хавбек Гарри Шеруин, покинувший «Сити» за пять месяцев до роспуска команды, провёл за «Юнайтед» 107 матчей и забил 2 гола с 1921 по 1925 год.

### Любительские клубы с тем же названием
В 1924 году был образован новый клуб с названием «Лидс Сити». Это была любительская команда, выступавшая в Футбольной лиге Йоркшира. Клуб вышел из Йоркширской лиги после окончания сезона 1926/27, после чего прекратил своё существование.
Ещё один клуб с названием «Лидс Сити» (снова любительский) был основан в 2006 году, после чего вступил во второй дивизион Лиги Уэст-Йоркшира. В свой первый сезон клуб занял второе место во втором дивизионе и вышел в первый дивизион. В следующем сезоне команда заняла второе место в первом дивизионе и вышла в премьер-дивизион Лиги Уэст-Йоркшира.

## Стадион
Клуб выступал на стадионе «Элланд Роуд» после того, как регбийный клуб «Холбек» прекратил своё существование в 1904 году. В первом сезоне «Лидс Сити» в Футбольной лиге средняя посещаемость стадиона составила 10 025 человек (третий показатель среди клубов Второго дивизиона). В сезоне 1913/14 средняя посещаемость стадиона составила 15 845 человек.